# Форкд-Рівер (Нью-Джерсі)
Форкд-Рівер (англ. Forked River) — переписна місцевість (CDP) в США, в окрузі Оушен штату Нью-Джерсі. Населення — 5274 особи (2020).

## Географія
Форкд-Рівер розташований за координатами 40°9′30″ пн. ш. 74°19′27″ зх. д. / 40.15833° пн. ш. 74.32417° зх. д. (40.158303, -74.324246).  За даними Бюро перепису населення США в 2010 році переписна місцевість мала площу 8,88 км², з яких 8,78 км² — суходіл та 0,10 км² — водойми.

## Демографія
Згідно з переписом 2010 року, у переписній місцевості мешкало 2095 осіб у 875 домогосподарствах у складі 743 родин. Густота населення становила 236 осіб/км².  Було 948 помешкань (107/км²).
Расовий склад населення:
| - 93,6 % — білих - 3,3 % — чорних або афроамериканців - 2,6 % — азіатів - 0,1 % — корінних американців |

До двох чи більше рас належало 0,2 %. Частка іспаномовних становила 5,3 % від усіх жителів.
За віковим діапазоном населення розподілялося таким чином: 12,1 % — особи молодші 18 років, 55,8 % — особи у віці 18—64 років, 32,1 % — особи у віці 65 років та старші. Медіана віку мешканця становила 59,7 року. На 100 осіб жіночої статі у переписній місцевості припадало 96,3 чоловіків;  на 100 жінок у віці від 18 років та старших — 93,5 чоловіків також старших 18 років.
Середній дохід на одне домашнє господарство  становив 119 535 доларів США (медіана — 103 633), а середній дохід на одну сім'ю — 117 629 доларів (медіана — 104 258). Медіана доходів становила 69 643 долари для чоловіків та 60 000 доларів для жінок. За межею бідності перебувало 0,8 % осіб, у тому числі 0,0 % дітей у віці до 18 років та 1,7 % осіб у віці 65 років та старших.
Цивільне працевлаштоване населення становило 944 особи. Основні галузі зайнятості: освіта, охорона здоров'я та соціальна допомога — 16,4 %, науковці, спеціалісти, менеджери — 15,3 %, фінанси, страхування та нерухомість — 13,0 %.